# Nachal Jama
Nachal Jama (hebrejsky: נחל ימה) je krátké vádí v Dolní Galileji, v severním Izraeli.
Začíná na severovýchodních svazích hřbetu Har Javne'el, z nějž prudce sestupuje do údolí Bik'at Javne'el, do kterého vstupuje na jižním okraji vesnice Javne'el, kde se také nachází pramen Ejn Jama (עין ימה) a archeologická lokalita Chirbet Jama nebo Churvat Jama (חרבת ימה), jež uchovává zbytky osídlení z dob Římské říše. Vádí pak směřuje k východu, kde po cca 1 kilometru ústí zprava do vádí Nachal Javne'el.